# Edwin Retamoso
Edwin Retamoso Palomino (Abancay, Provincia de Abancay, Perú, 23 de febrero de 1982) es un Exfutbolista y entrenador peruano. Jugaba como mediocentro defensivo y su último equipo fue Unión Huaral. Actualmente está sin club

## Trayectoria

### Inicio en Copa Perú
A los 15 años mostraba su talento en el equipo de su barrio Deportivo La Victoria de Abancay siendo en 1999 que debutaría en Copa Perú al otro año llega a Deportivo Educación con quien juega la Liga Distrital de Apurimac donde sale subcampeón en el año 2000 y campeón en el 2001 donde luego conseguiría su mejor participación tras pasar la Etapa Regional siendo eliminado en cuarto por León de Huánuco en el 2002 lograría salir campeón de su Liga pero no tendría la misma suerte. 
El 2003 llegó a Atlético Minero con quien tuvo su mejor participación en la Copa Perú 2005 donde llega a las Semifinales tras caer contra José Gálvez

### Segunda División
En el 2006 el Atlético Minero obtuvieron el derecho a participar en Segunda División mediante un concurso público acabando quintos en su primera temporada, el 2007 queda subcampeón de la Segunda División tras quedar debajo de la Universidad César Vallejo, sin embargo lograría el ascenso tras una revalidación, contra Sport Águila subcampeón de la Copa Perú 2007 en un partido único que ganaría por 3-0 donde Retamoso anotaría.

### Primera División
El 2008 sería su primera temporada en Primera División, sin embargo no se esperó que acabaría descendiendo esa misma temporada tras tener que jugar una Definición de Descenso contra el Juan Aurich que acabaría perdiendo.

#### Inti Gas (2009)
El 2009 llegaría a Inti-Gas con quien acabaría  a un puesto de clasificar a su primer torneo internacional, acabando con 36 partidos jugados y 2 goles.

### Cienciano (2010-2012)
El 2010 llega a Cienciano, donde no se logró lo esperado, su máximo puesto sería acabar 8º en el 2011 permaneciendo en el club Cusqueño hasta el 2012 siendo pieza clave del equipo.

### Real Garcilaso (2013-2014)
EL 2013 llegó al Real Garcilaso quien en ese entonces sería el subcampeón peruano, con quien comenzaría su ascenso a nivel profesional, comenzando con su primera participación internacional, en la Copa Libertadores del 2013 tras clasificar y llegar a cuartos de finales siendo eliminados por Independiente Santa Fe, el año siguiente también clasificó a la Libertadores tras quedar quedar subcampeón tras caer en penales con Universitario, en esta edición de Libertadores no tuvo la misma suerte tras quedar eliminados en Primera Fase.

#### Cobreloa (2014)
Ese mimsmo año llega a Cobreloa de Chile, siendo su primer equipo extranjero, su debut sería una victoria de visitante 1-2 ante Palestino sin embargo meses después el club decidió no contar más con sus servicios sin renovarle.

## Selección
Mientras que con la selección hizo su debut el 5 de septiembre de 2011, en un partido amistoso jugado en La Paz, contra Bolivia. Asimismo fue convocado por Ricardo Gareca para la Copa América 2015, donde jugaría 2 partidos y alcanzaría el bronce continental.

### Participaciones en Copas América
| Torneo            | Sede  | Resultado    | Partidos | Goles |
| ----------------- | ----- | ------------ | -------- | ----- |
| Copa América 2015 | Chile | Tercer lugar | 2        | 0     |

## Clubes
| Club                  | País  | Año         |
| --------------------- | ----- | ----------- |
| Deportivo Educación   | Perú  | 1998        |
| Deportivo La Victoria | Perú  | 1999- 2000  |
| Social El Olivo       | Perú  | 2001        |
| Deportivo Educación   | Perú  | 2001        |
| Social El Olivo       | Perú  | 2002        |
| Deportivo Educación   | Perú  | 2002        |
| Atlético Minero       | Perú  | 2003 - 2008 |
| Inti Gas              | Perú  | 2009        |
| Cienciano             | Perú  | 2010 - 2012 |
| Real Garcilaso        | Perú  | 2013 - 2014 |
| Cobreloa              | Chile | 2014        |
| Real Garcilaso        | Perú  | 2015 - 2017 |
| Unión Huaral          | Perú  | 2020        |

### Como asistente técnico
| Club                | País | Año  | Asistente de    |
| ------------------- | ---- | ---- | --------------- |
| Deportivo Garcilaso | Perú | 2021 | Duilio Cisneros |

### Como Director Técnico
| Club                  | País | Año    |
| --------------------- | ---- | ------ |
| Deportivo La Victoria | Perú | 2022   |
| Miguel Grau           | Perú | 2024 - |

## Palmarés

### Distinciones individuales
| Distinción                                                                                            | Año  |
| --- | ---- |
| Incluido en el equipo ideal del Campeonato Descentralizado según el portal periodístico DeChalaca.com | 2013 |
| Incluido en el equipo ideal del Torneo de Verano de Perú según DeChalaca.com                          | 2017 |